# Ctenodiscus caudatus
Ctenodiscus caudatus är en sjöstjärneart som beskrevs av Doderlein 1921. Ctenodiscus caudatus ingår i släktet Ctenodiscus och familjen Ctenodiscidae. Inga underarter finns listade i Catalogue of Life.